# Phalotris bilineatus
Phalotris bilineatus är en ormart som beskrevs av Duméril, Bibron och Duméril 1854. Phalotris bilineatus ingår i släktet Phalotris och familjen snokar. Inga underarter finns listade i Catalogue of Life.
Enligt The Reptile Database är Phalotris bilineatus ett synonym till Phalotris lemniscatus men IUCN listar Phalotris bilineatus som art.
Arten förekommer i södra Brasilien, södra Paraguay, Uruguay och fram till centrala Argentina. Den lever i de öppna landskapen Gran Chaco och Pampas, främst i områden med gräs.
För beståndet är inga hot kända. IUCN listar Phalotris bilineatus som livskraftig (LC).